# Common
Common, nome artístico de Lonnie Rashid Lynn, Jr., (Chicago, 13 de março de 1972), é um rapper e ator americano celebre no mundo do rap por suas letras, focadas mais sobre amor e a espiritualidade do que ao dinheiro, a fama e as mulheres. Muita gente pode descrevê-lo como um artista de hip hop "verdadeiro", autor de autênticas canções que na verdade enviam mensagens. 
Seu álbum de estreia por uma grande gravadora, Like Water for Chocolate, foi criticamente aclamado e teve êxito comercial, e seu último álbum Be, em que Kanye West produziu nove faixas, vendeu 800 mil cópias e foi indicado a um Grammy como "melhor álbum de rap".

## Biografia
Common nasceu no bairro South Side em Chicago, no estado de Illinois, e cresceu no bairro Calumet Heights. Seus pais se divorciaram quando ele tinha seis anos, foi criado por sua mãe, porém seu pai permaneceu ativo em sua vida.

## Carreira

### Início
Após abandonar o colégio em Chicago e aparecer na coluna Unsigned Hype da revista The Source, Common estreou em 1992 com o single "Take It EZ" do LP Can I Borrow a Dollar? ainda com o nome de Common Sense. Can I Borrow a Dollar? trouxe mais um liricista, um álbum que não teve tanto sucesso comercial, mas estabeleceu alguns sólidos admiradores do rap underground que o consideraram um rapper socialmente consciente. A canção "I Used to Love H.E.R.", do álbum Resurrection, provocou uma disputa com o rapper da costa oeste Ice Cube. A letra criticava o caminho que estava tomando o hip hop, incluindo a popularidade do g-funk da costa oeste. 
Ambos os rappers seguiram com as disputas em posteriores canções, até que finalmente se encontraram com Louis Farrakhan e deixaram de lado os problemas. Dado a popularidade deste álbum, um grupo de ska de Los Angeles de mesmo nome que o rapper, reclamou o nome Common Sense e Lonnie Rashied Lynn é então 'obrigado' a reduzir o seu nome de MC para Common".
Com o lançamento de seu álbum Resurrection em 1994, Common alcançou uma grande popularidade, sobre todo entre os nativos de Chicago. O álbum vendeu bem e recebeu uma reação positiva entre os admiradores do rap underground e alternativo. Resurrection foi o último álbum produzido por ele mesmo e por seu companheiro de produção durante muito tempo No I.D.. Após três anos de inatividade, em 1997 Common lançou One Day It'll All Make Sense, que incluía colaborações de artistas como Lauryn Hill, Q-Tip, Canibus e Black Thought. Graças as vendas deste disco, assinaria com a gravadora MCA Records.

### Era Soulquarians
Após assinar com a MCA Records, Common muda-se de Chicago para Nova York em 1999. Começou a gravar quase que exclusivamente com um coletivo de músicos e artistas (apelidado de "Soulquarians" por Questlove) ao longo de 1999, e fez algumas participações esporádicas, como no álbum Things Fall Apart de The Roots, e na coletânea da Rawkus Records, Soundbombing 2.
Like Water for Chocolate é lançado em 2000 pela MCA, o primeiro álbum de Common editado por uma gravadora de peso, seu quarto trabalho viu produções de Questlove e participação significativa de J Dilla, ainda DJ Premier foi encarregado de produzir o single "The Sixth Sense", uma das canções mais populares do álbum. 
Like Water for Chocolate foi relativamente aos anteriores álbuns de Common, o que teve maior sucesso ao nível de vendas. Embora as vendas tenham crescido, Common continuou fiel a tudo o que defendera desde o início, este álbum confirma uma vez mais as inegáveis qualidades de Lonnie Lynn como liricista, ganhando seu primeiro disco de ouro. A canção "The Light" foi indicada para disputar o Grammy. Neste álbum pontuam ainda nomes como Mos Def, D'Angelo ou Macy Gray.  
Electric Circus
O álbum mais contestado e pior aceito de Common sai em 2002 e chama-se Electric Circus. Rompe com o que o artista desenvolvera até então, não entrando contudo na via comercial de sucesso fácil, a má aceitação vem de este ser um álbum demasiado experimentalista, pois Common em alguns dos temas, funde o seu rap com rock, prova disso é a colaboração de P.O.D. num dos temas de Electric Circus. 
Quem também participa no álbum é Mary J. Blige, juntando a sua voz à de Common no tema "Come Close", sendo esta provavelmente a melhor música do álbum. Common ganhou seu primeiro Grammy com Erykah Badu em 2003 por "'Love of My life (An Ode to Hip-Hop)", uma canção que realizou com participação de Badu para a trilha sonora do filme Brown Sugar (ironicamente, sua relação com Badu terminou neste mesmo ano).

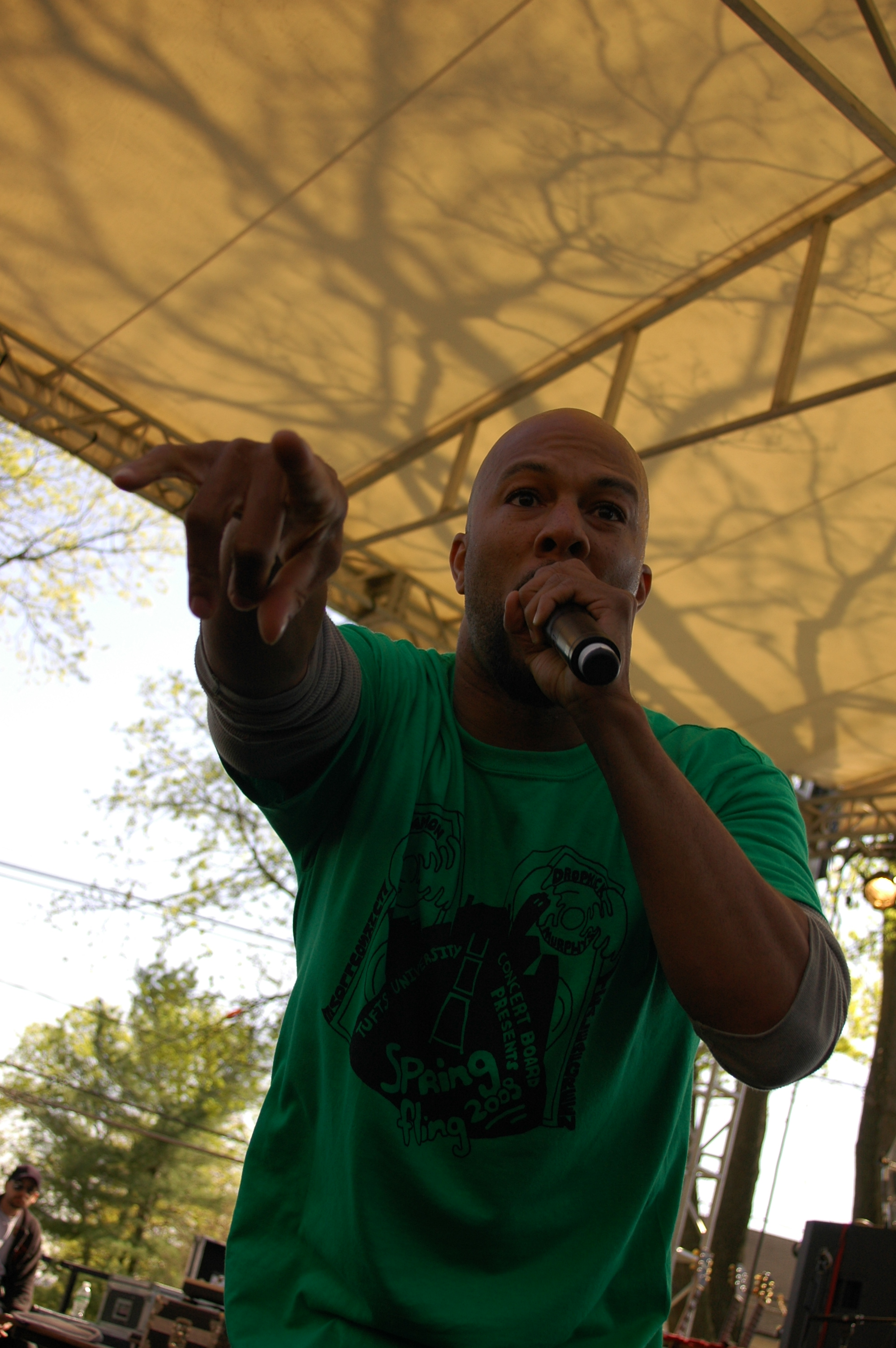
Performance na Universidade Tufts em abril de 2008.

### Era G.O.O.D. Music
Com Be lançado em 2005 pela gravadora G.O.O.D. Music, o artista regressa ao formato que lhe fizera atingir a notoriedade no mundo do rap. Um álbum apenas de onze faixas o que desde logo nos deixa antever a qualidade que vem impressa em todas os temas do álbum. "Ther Corner" foi o primeiro single a ser extraído do álbum e conta com a participação de The Lost Poets, o tema é ainda produzido pelo rapper Kanye West. E se Be saiu mais um reconhecimento intemporal, em muito Common pode agradecer a Kanye que produz nove dos onze temas do álbum. Duas canções foram produzidas por J Dilla, por Kanye aumentou enormemente a popularidade do álbum, calando os críticos que disseram que a carreira de Common estava acabada, com ele vendendo 800.000 cópias. 
As revistas de hip hop declararam Be como um dos melhores álbuns dos últimos tempos, a revista The Source deu a nota de 4.5 (de 5), a revista XXL deu a nota mais alta, e a revista eletrônica Allhiphop.com deu nota 5. O álbum foi nomeado a quatro Grammys, que incluíam: "melhor álbum" para Be, "melhor atuação de rap por um duo ou grupo" em "The Corner" (com The Last Poets), "melhor colaboração de rap" em "They Say" (com Kanye West & John Legend) e "melhor canção de rap" para "Testify".
Finding Forever
O sétimo álbum Finding Forever foi lançado em 31 de julho de 2007. Para este álbum, ele continuou seu trabalho com Kanye West, assim como outros produtores, como will.i.am, Devo Springsteen, Derrick Hodge e Karriem Riggins. O primeiro single do álbum foi "The People" b/w "The Game". Em 31 de julho de 2007, é realizado um concerto livre em Santa Monica, Califórnia, na 3rd Street Promenade para promover o lançamento de Finding Forever.
Common explicou à plateia que o título "Finding Forever" representava sua busca para encontrar um lugar eterno no hip hop e também o seu desejo de ser um artista para o resto de sua vida. O álbum estreou em #1 no gráfico de álbuns Billboard 200. Em uma entrevista por volta de 30 de agosto de 2007 com a XXL, o rapper Q-Tip do grupo A Tribe Called Quest afirmou que ele e Common foram integrantes de um grupo chamado The Standard.
Universal Mind Control
O oitavo álbum de Common foi originalmente programado para ser lançado em 24 de junho de 2008 sob o nome de Invincible Summer, mas ele anunciou em um concerto na Temple University que iria mudá-lo para Universal Mind Control. A data do lançamento foi adiada para 30 de setembro de 2008 devido a filmagem de Wanted. Com isso, foi fixada uma nova data, para 11 de novembro de 2008, mas foi novamente adiado para 9 de dezembro de 2008. 
O primeiro single do álbum, intitulado "Universal Mind Control", foi oficialmente lançado em 1 de julho de 2008 nos Estados Unidos, via iTunes Store como parte do Announcement EP. A canção conta com a participação de Pharrell, que também produziu a faixa. Announcement EP inclui uma faixa adicional intitulada "Announcement", com Pharrell. O vídeo de "Universal Mind Control" foi filmado em setembro pelo diretor Hype Williams.

## Discografia

### Álbuns de estúdio
- 1992 - Can I Borrow a Dollar?
- 1994 - Resurrection
- 1997 - One Day It'll All Make Sense
- 2000 - Like Water for Chocolate
- 2002 - Electric Circus
- 2005 - Be
- 2007 - Finding Forever
- 2008 - Universal Mind Control
- 2011 - The Dreamer/The Believer

### Coletâneas
- 2007 - Thisisme Then: The Best of Common
- 2010 - Go! - Common Classics

## Filmografia

### Filme
| Ano  | Título                        | Título em português                      | Papel                      | Notas          |
| ---- | ----------------------------- | ---------------------------------------- | -------------------------- | -------------- |
| 2002 | Brown Sugar                   | br: No Embalo do Amor                    | Ele mesmo                  | Aparição       |
| 2006 | Dave Chappelle's Block Party  |                                          | Ele mesmo                  | Aparição       |
| 2007 | Smokin' Aces                  | br: A Última Cartada                     | Sir Ivy                    |                |
| 2007 | American Gangster             | br: O Gângster                           | Turner Lucas               |                |
| 2008 | Street Kings                  | br: Os Reis da Rua                       | Coates                     |                |
| 2008 | Wanted                        | br: O Procurado                          | The Gunsmith               |                |
| 2009 | Terminator Salvation          | br: O Exterminador do Futuro: A Salvação | Barnes                     |                |
| 2009 | Dow Jones                     |                                          | Dow Jones                  | Curta-metragem |
| 2010 | Date Night                    | br: Uma Noite Fora de Série              | Detetive Collins           |                |
| 2010 | Just Wright                   | br: Jogada Certa                         | Scott McKnight             |                |
| 2010 | Bouncing Cats                 |                                          | Ele mesmo                  | Narrador       |
| 2011 | Happy Feet Two                | br: Happy Feet 2 - O Pinguim             | Seymour                    |                |
| 2011 | New Year's Eve                | br: Noite de Ano Novo                    | Marido da enfermeira Aimee | Aparição       |
| 2012 | LUV                           |                                          | Tio Vincent                | Produção       |
| 2012 | Ali 70 from Las Vegas         |                                          |                            | Telefilme      |
| 2012 | The Odd Life of Timothy Green | br: A Estranha Vida de Timothy Green     | Treinador Cal              |                |
| 2013 | Movie 43                      | br: Para Maiores                         | Bob Mone                   |                |
| 2013 | Pawn                          | br: Crimes Cruzados                      | Jeff Porter                |                |
| 2013 | Now You See Me                | br: Truque de Mestre                     | Evans                      |                |
| 2015 | Run All Night                 | br: Noite Sem Fim                        | Price                      |                |
| 2016 | Barbershop: The Next Cut      | br: Um salão do Barulho 3                | Rashad                     |                |
| 2016 | Suicide Squad                 | br: Esquadrão Suicida                    | Abel Tarrant/Tatuado       |                |
| 2016 | Coco                          |                                          | Coltrane                   |                |
| 2016 | Leavey                        |                                          | Gunny Martin               |                |
| 2017 | John Wick: Chapter Two        | br: John Wick: Um Novo Dia Para Matar    | Cassian                    |                |
| 2017 | Hunter Killer                 |                                          |                            |                |

### Televisão
| Ano       | Título         | Papel           | Notas                                                 |
| --------- | -------------- | --------------- | ----------------------------------------------------- |
| 2003      | Girlfriends    | Omar            | Episódio: "Take This Poem and Call Me in the Morning" |
| 2004      | Game Over      | Cammon          |                                                       |
| 2004      | One on One     | Darius          | Episódio: "Cabin Fever"                               |
| 2011      | Single Ladies  | Prefeito Howard | Episódio: "Piloto"                                    |
| 2011-2014 | Hell on Wheels | Elam Ferguson   |                                                       |
| 2023      | Silo           | Robert Sims     |                                                       |

### Vídeogames
| Ano  | Título                  | Papel   | Notas |
| ---- | ----------------------- | ------- | ----- |
| 2009 | Wanted: Weapons of Fate | Brummel | Voz   |
| 2009 | Terminator Salvation    | Barnes  | Voz   |

## Prêmios/Nomeações
- 87 academy awards (Oscar)
- 2015: Melhor canção original, Glory, em parceria com John Legend
- BET Awards
  - 2006: Best Male Hip-Hop Artist, Indicado
  - 2003: Video of the Year ("Love of My Life (Ode to Hip-Hop)"), Vencedor
  - 2003: Viewer's Choice ("Love of My Life (Ode to Hip-Hop)"), Indicado
  - 2003: Best Collaboration ("Love of My Life (Ode to Hip-Hop)"), Indicad

- BET Hip Hop Awards
  - 2006: Element Award- Lyricist of the Year, Vencedor
  - 2006: Hip-Hop Video of the Year ("Testify"), Indicado
  - 2007: Lyricist of the Year, Vencedor
  - 2007: CD of the Year: Finding Forever, Vencedor
  - 2007: Best Hip Hop Video "The People", Indicado
  - 2007: Best Live Performance, Indicado
  - 2007: MVP of the Year, Indicado

- Black Reel Awards
  - 2003: Best Film Song ("Love of My Life (Ode to Hip-Hop)"), Vencedor

- Grammy Awards
  - 2008: Best Rap Performance by Duo or Group "Southside", Vencedor
  - 2008: Best Rap Album Finding Forever, Indicado
  - 2008: Best Rap Solo Performance "The People", Indicado
  - 2006: Best Rap Performance by a Duo or Group ("The Corner"), Indicado
  - 2006: Best Rap/Sung Collaboration ("They Say"), Indicado
  - 2006: Best Rap Album (Be), Indicado
  - 2006: Best Rap Solo Performance ("Testify"), Indicado
  - 2003: Best Song Written for a Motion Picture/Television Movie ("Love of My Life (An Ode to Hip-Hop)"), Indicado
  - 2003: Best R&B Song ("Love of My Life (An Ode to Hip-Hop)"), Vencedor
  - 2003: Best Urban/Alternative Performance ("Love of My Life (Ode to Hip-Hop)"), Indicado
  - 2001: Best Rap Solo Performance ("The Light"), Indicado

- Image Awards
  - 2006: Outstanding Music Video ("Testify"), Indicado
  - 2006: Outstanding Male Artist, Indicado
  - 2003: Outstanding Duo or Group ("Love of My Life (Ode to Hip-Hop)"), Indicado
  - 2003: Outstanding Song ("Love of My Life (Ode to Hip-Hop)"), Indicado
  - 2003: Outstanding Music Video ("Love of My Life (Ode to Hip-Hop)"), Indicado

- MTV Video Music Awards
  - 2006: Best Hip-Hop Video ("Testify"), Indicado
  - 2005: Best Hip-Hop Video ("Go"), Indicado
  - 2003: MTV2 Award ("Come Close"), Indicado
  - 2001: Best Hip-Hop Video ("Geto Heaven Remix T.S.O.I. (The Sound of Illadelph)"), Indicado

- Soul Train Awards
  - 2006: Best R&B/Soul Single by a Duo or Group ("Supastar"), Indicado
  - 2006: Best Music Video ("Testify"), Indicado

- Vibe Awards
  - 2005: Reelest Video ("The Corner"), Indicado